# NGC 2091
NGC 2091 ist ein offener Sternhaufen im Sternbild Dorado in der Großen Magellanschen Wolke.
Das Objekt wurde zwischen März 1834 und November 1836 von John Herschel entdeckt.